# Masdevallia filaria
Masdevallia filaria là một loài thực vật có hoa trong họ Lan. Loài này được Luer & R.Escobar mô tả khoa học đầu tiên năm 1978.

## Hình ảnh

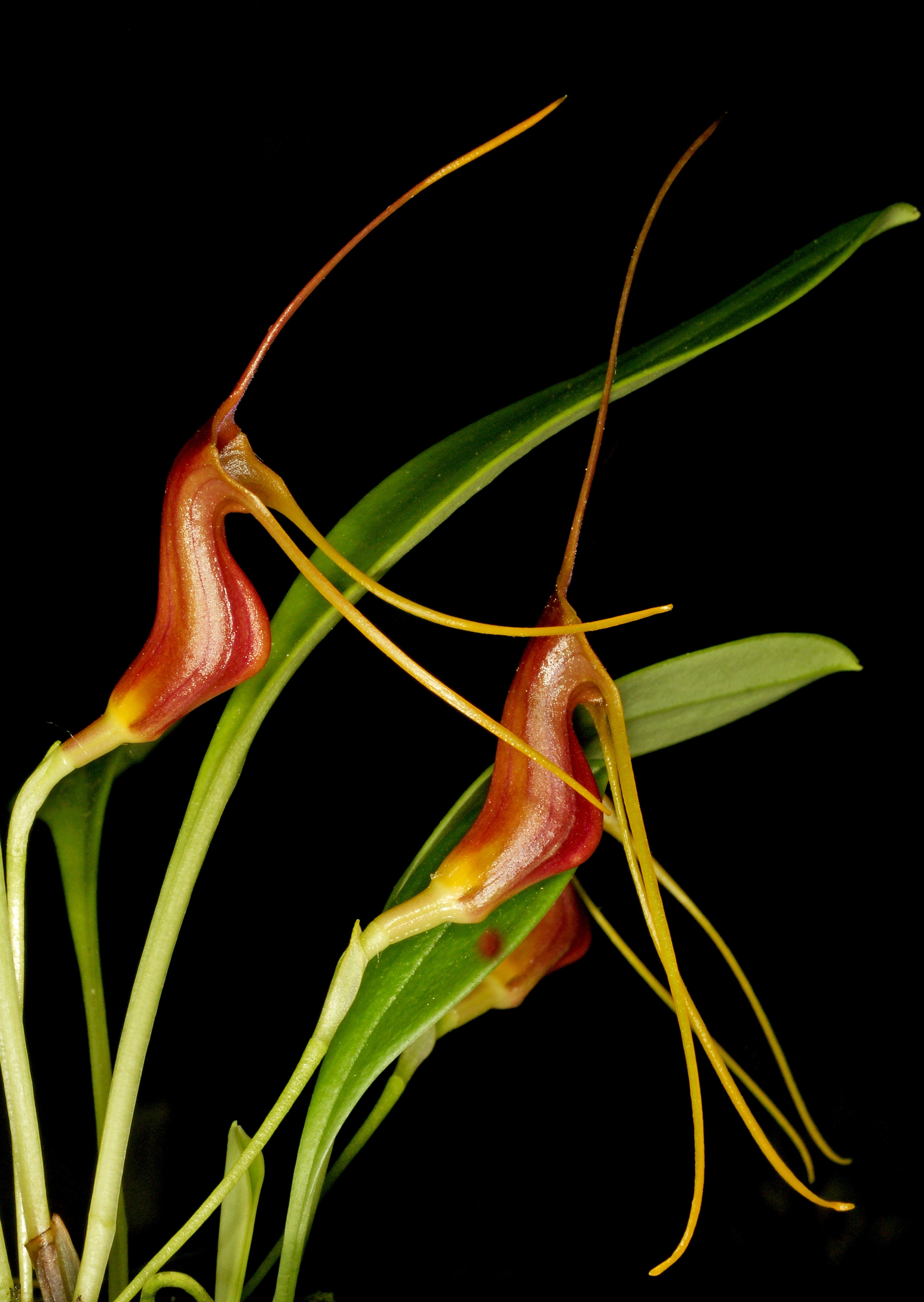